# Ulica Święty Marcin w Poznaniu

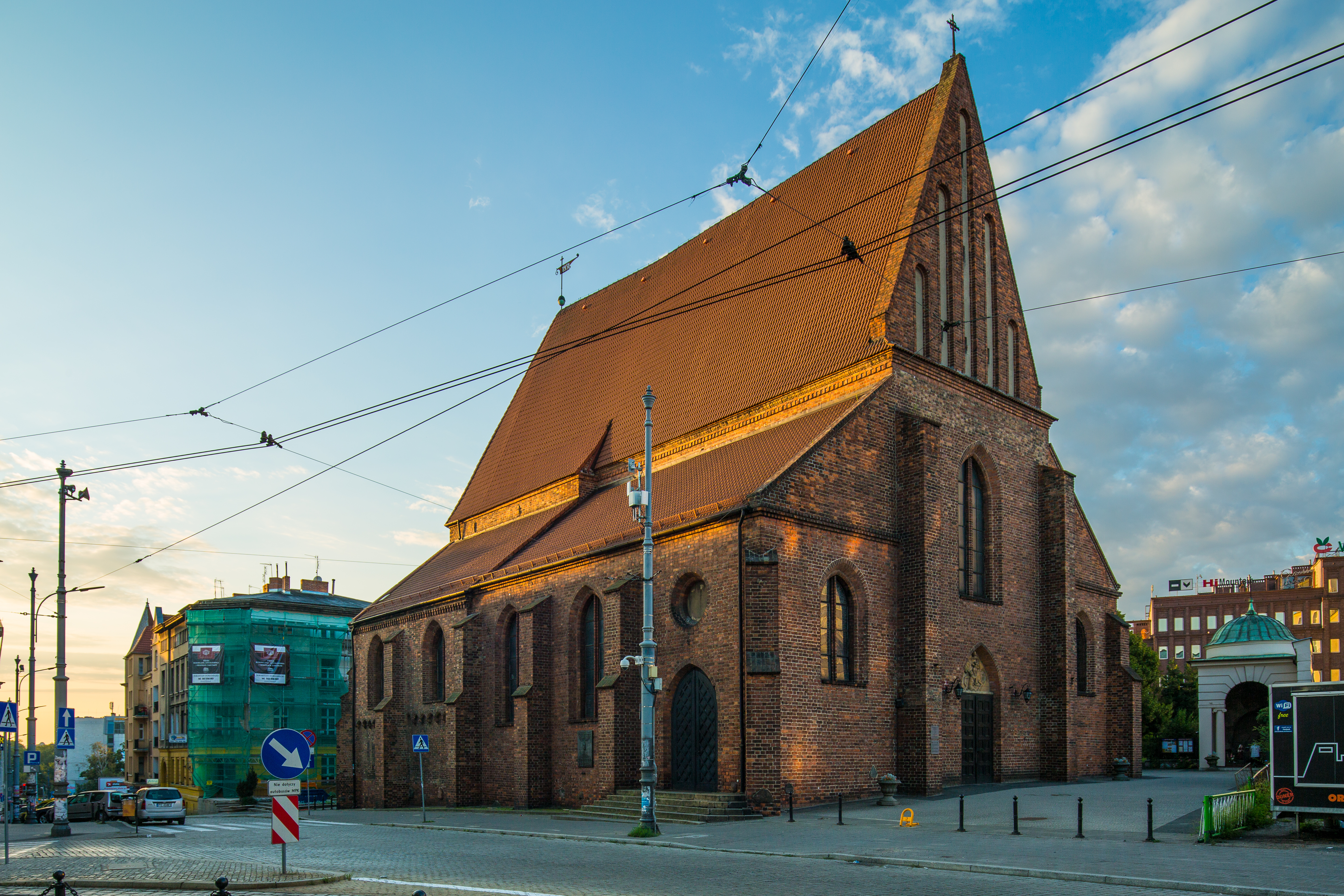
Kościół św. Marcina

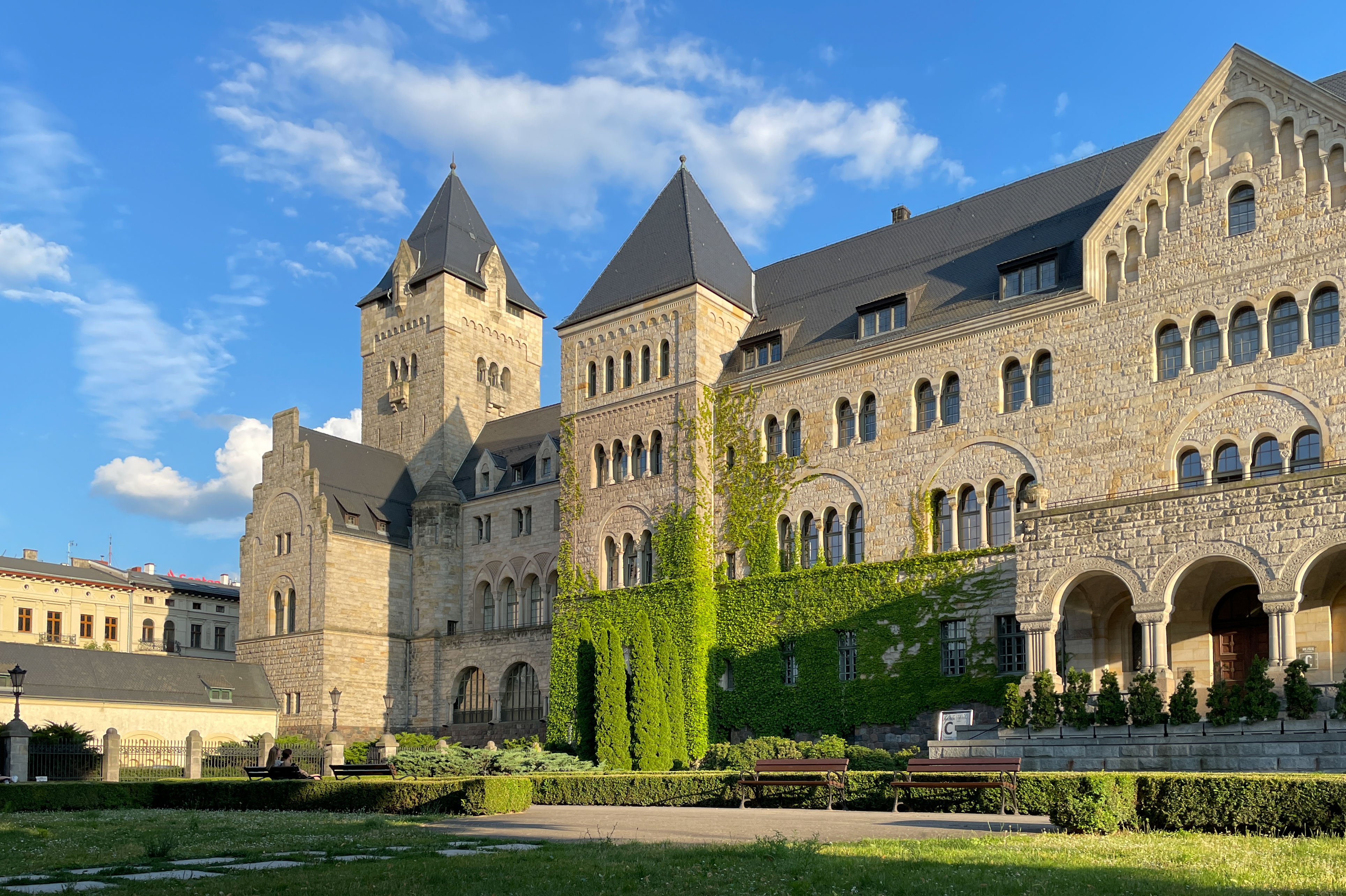
Zamek Cesarski

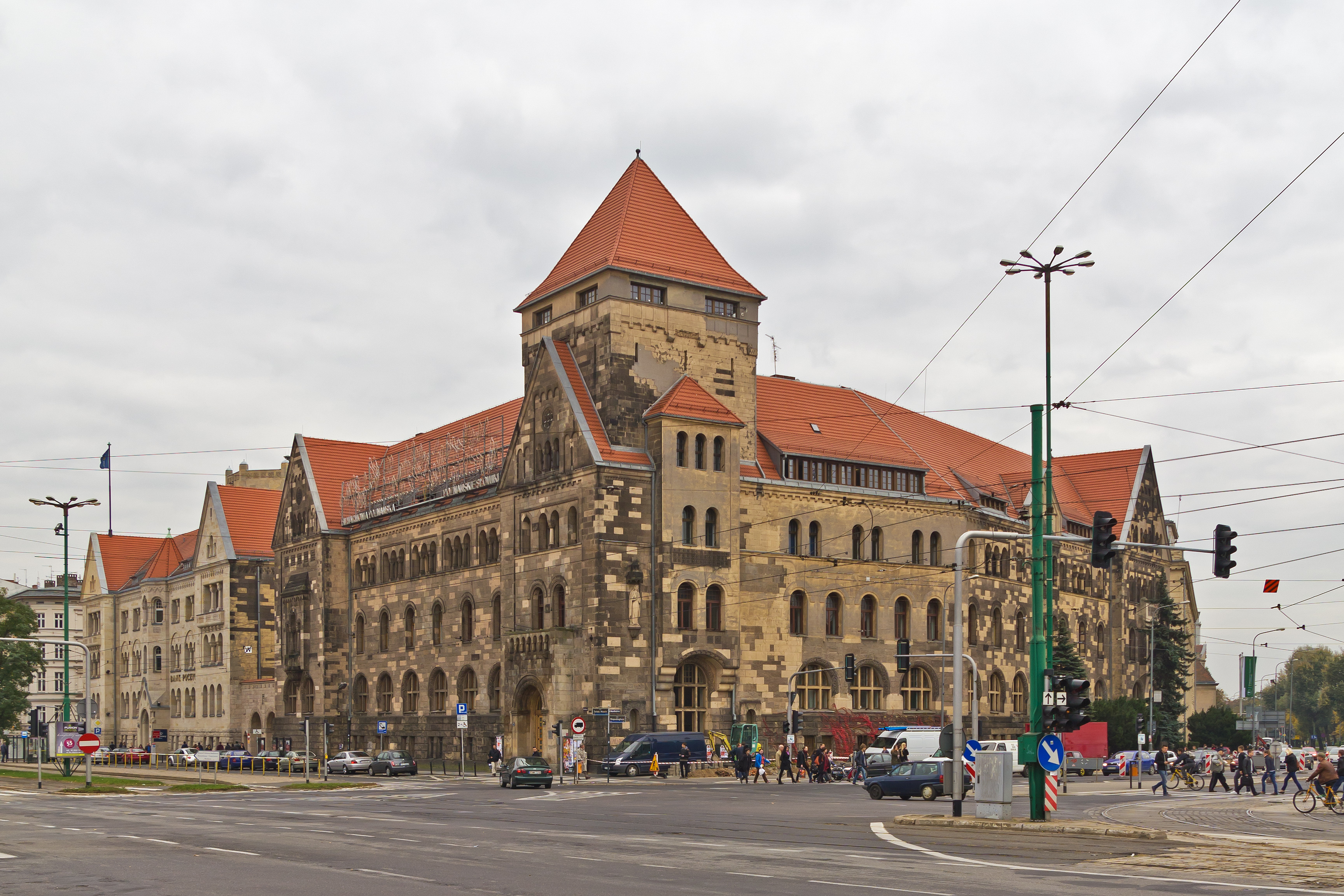
Budynek Ziemstwa Kredytowego

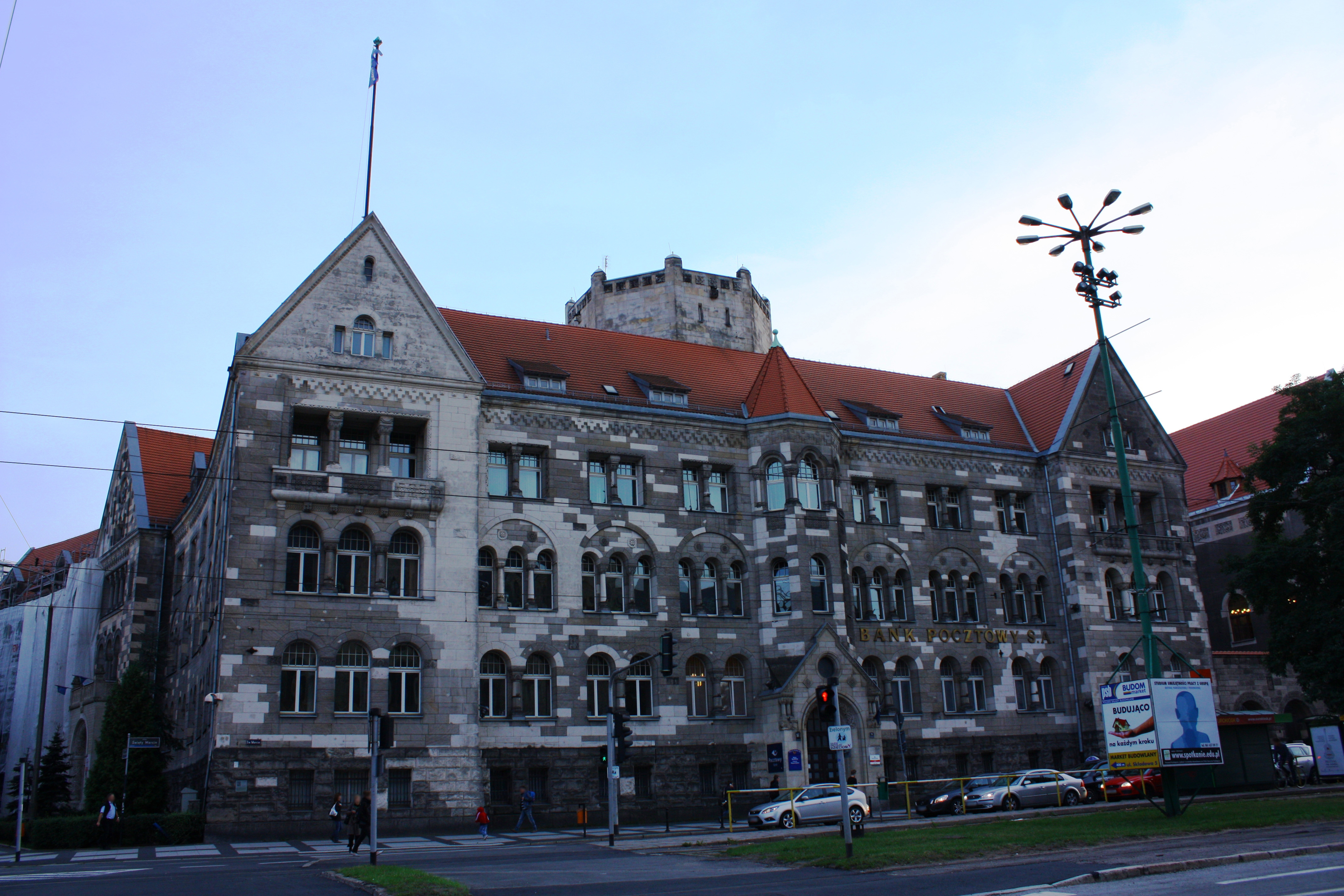
Budynek poczty

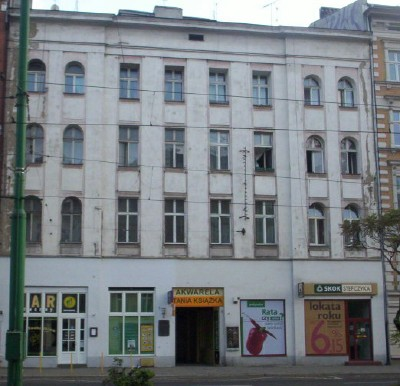
Kamienica, ul. Święty Marcin 75

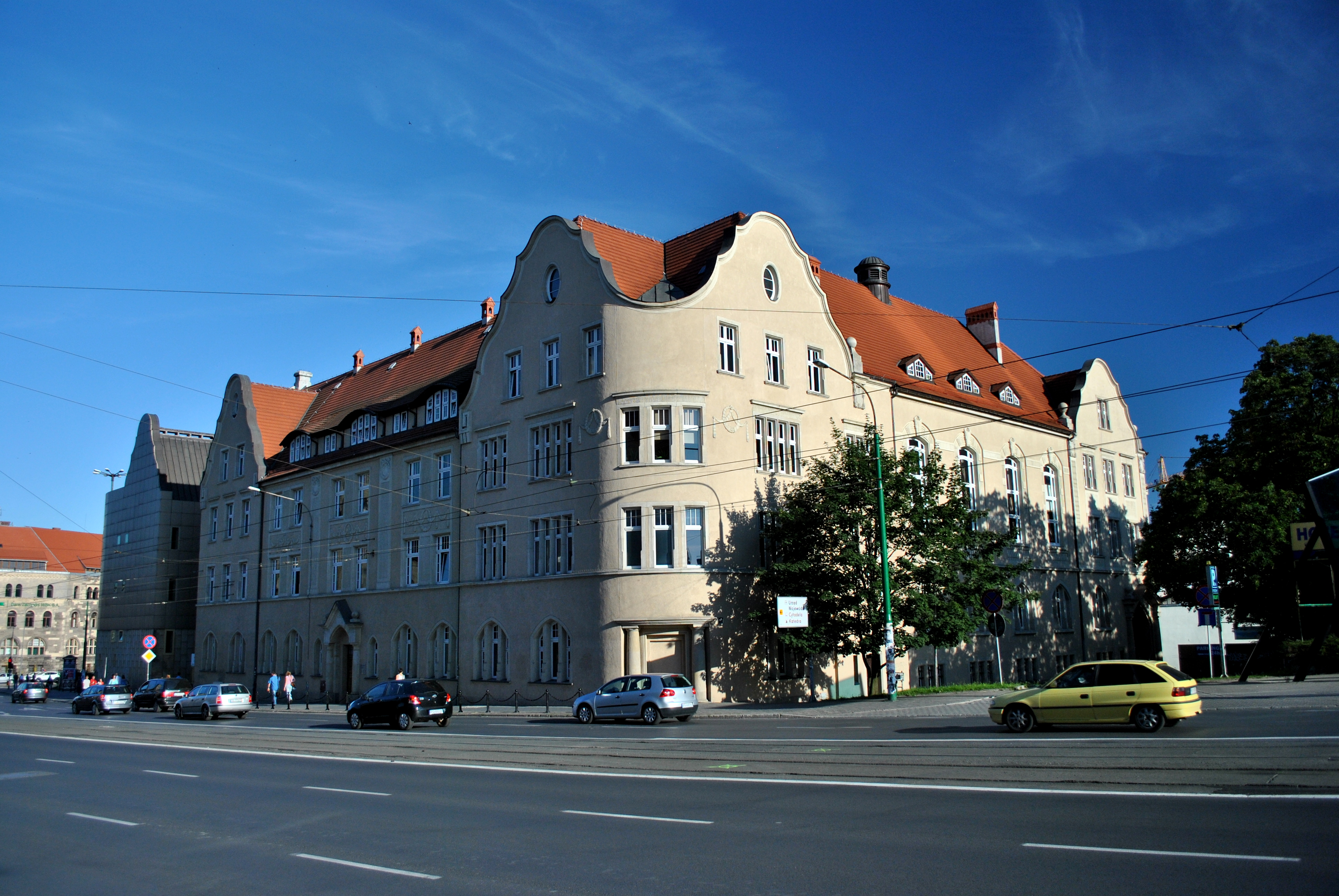
Akademia Muzyczna

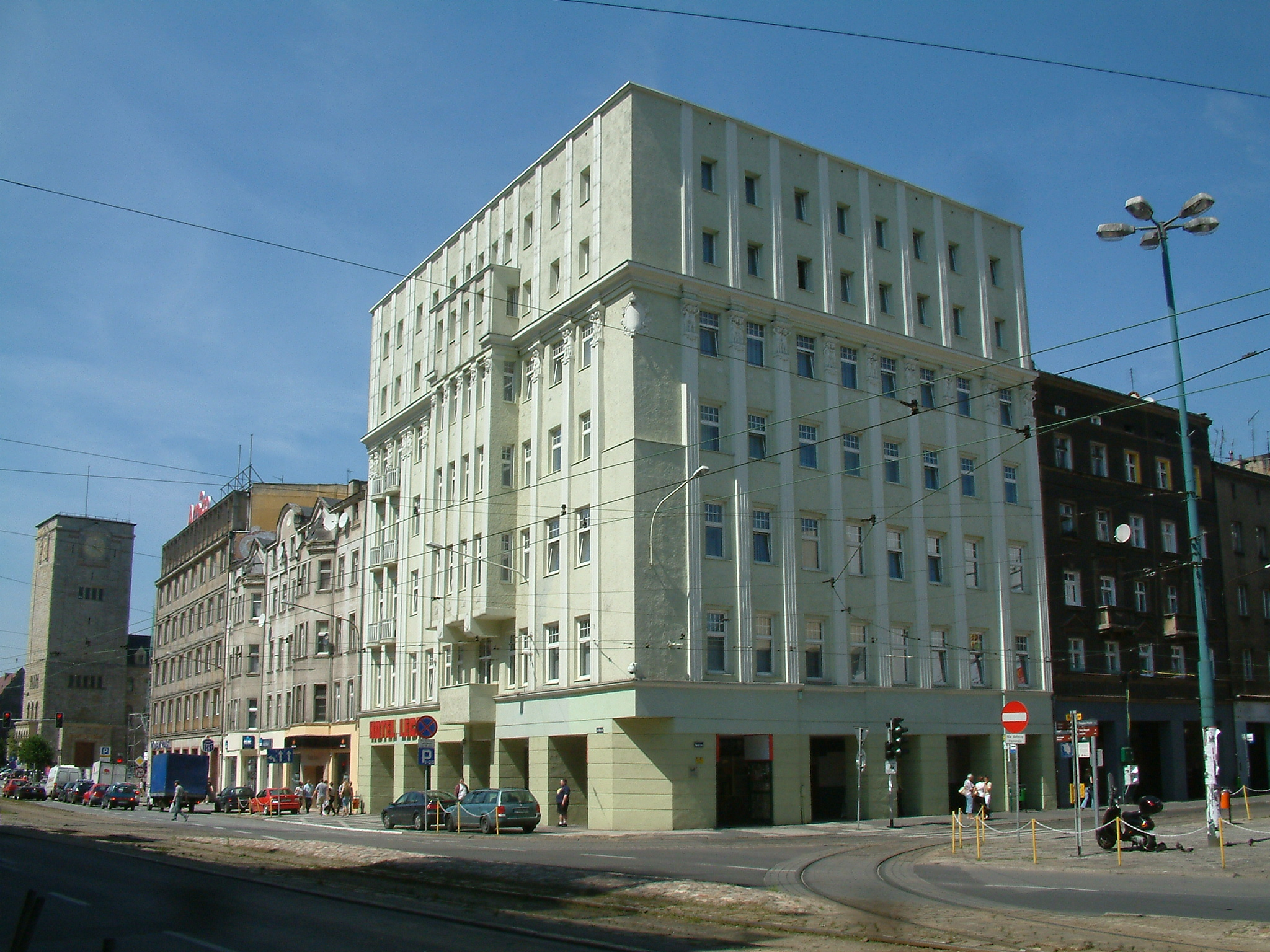
Hotel Lech w Poznaniu

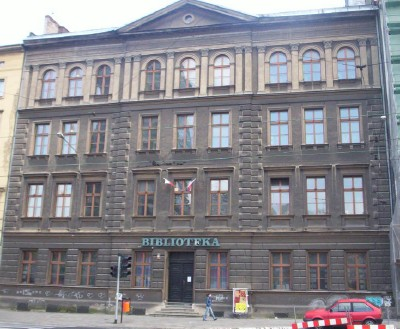
Filia Biblioteki Raczyńskich

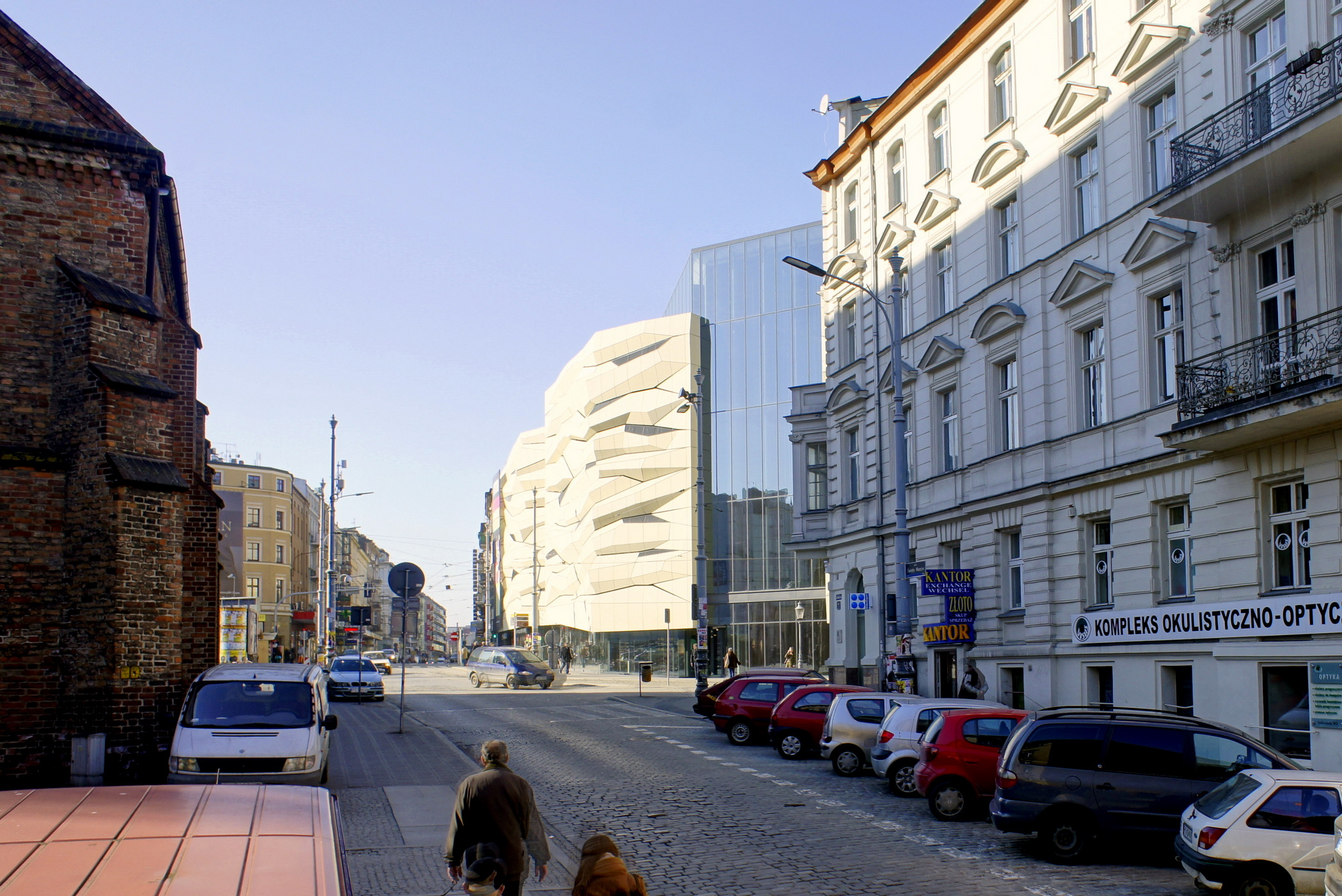
Styk architektury gotyckiej, dziewiętnastowiecznej i współczesnej

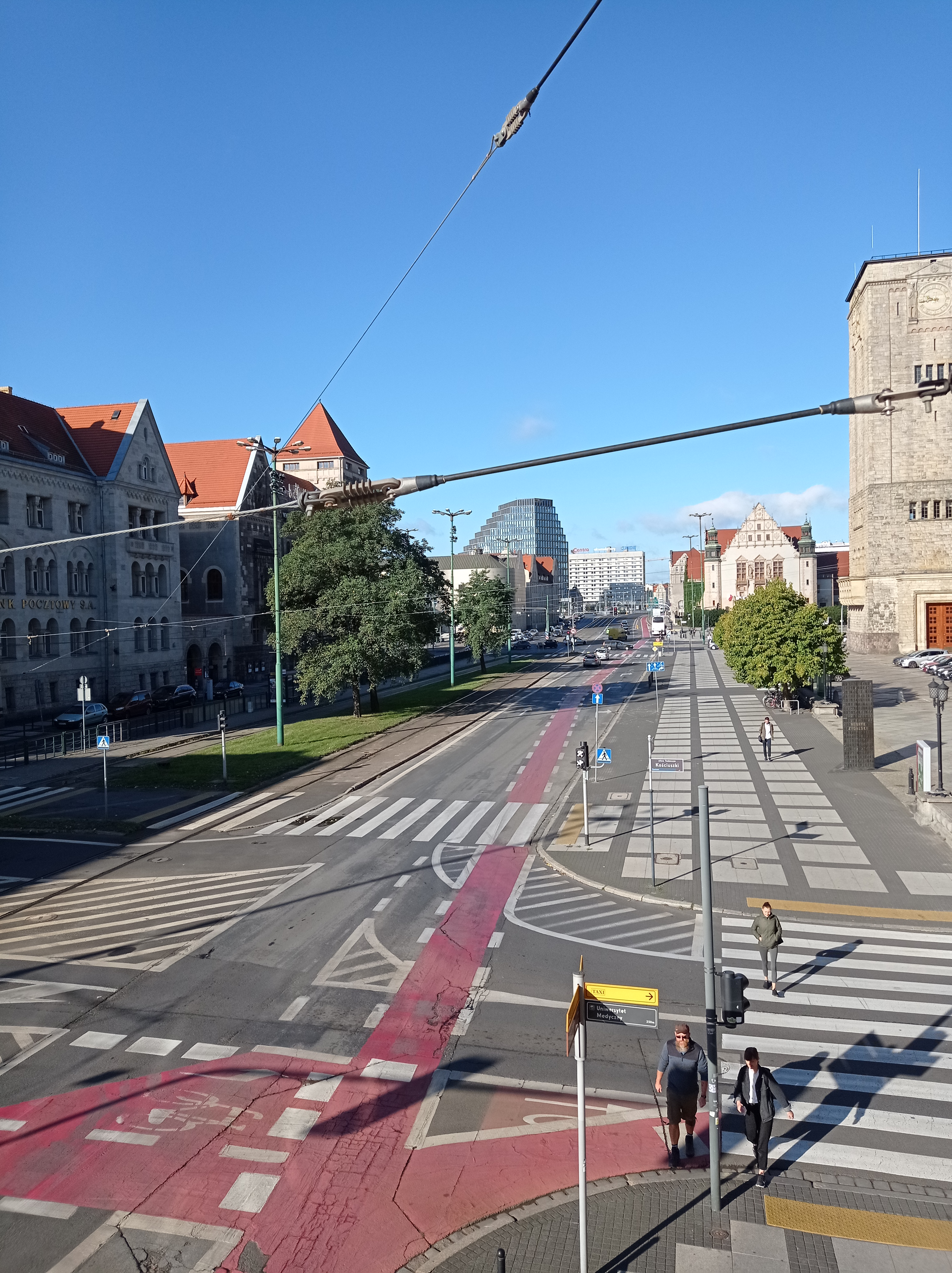
Skrzyżowanie ulicy św. Marcin z ulicą Kościuszki (wrzesień 2021; przed przebudową)

Ulica Święty Marcin – ulica w centrum Poznania, w obrębie osiedla samorządowego Stare Miasto.

## Przebieg i komunikacja
Ulica przebiega w przybliżeniu równoleżnikowo pomiędzy pl. Wiosny Ludów na wschodzie i Mostem Uniwersyteckim na zachodzie. W przebiegu ulicy zaznaczają się dwa wyraźnie odrębne odcinki: wschodni, który jest węższy oraz szeroki (dwujezdniowy) i reprezentacyjny zachodni. Granicę między nimi wyznacza kościół św. Marcina.
Na odcinku między Mostem Uniwersyteckim a ul. Gwarną ulicą biegnie dwutorowa trasa tramwajowa, zaś na odcinku między ul. Gwarną a Al. Marcinkowskiego jednotorowa (ruch w kierunku z zachodu na wschód), którą uzupełnia jednotorowa trasa na placu Wolności (taką organizację ruchu wprowadzono w 1967).

## Nazwa
Nazwa ulicy wywodzi się od osady, która w XII wieku powstała wokół kościoła św. Marcina, nazywanej przedmieściem Świętego Marcina lub po prostu Świętym Marcinem (stąd nazwa ulicy Święty Marcin, a nie Świętego Marcina). Pierwszy raz wymieniona w dokumencie z 24 kwietnia 1252 r., w którym jest mowa o odstąpieniu osady przez kapitułę poznańską księciu Przemysłowi I. Część Świętego Marcina, będąca własnością kapituły katedralnej poznańskiej, pod koniec XVI wieku leżała w powiecie poznańskim  województwa poznańskiego. Przedmieście to zostało włączone w granice miasta przez władze pruskie w roku 1797, zaś jego główna droga stała się ul. Święty Marcin (Sankt Martin Strasse). Od 15 listopada 1919 zachodnie przedłużenie ulicy otrzymało nową nazwę ulicy Wjazdowej, a od 1935 (wraz z częścią ul. Zwierzynieckiej i zachodnim wylotem ul. Święty Marcin) – alei Marszałka Piłsudskiego. Obecnie jest to integralna część ulicy Święty Marcin. W latach 1939–1945 ulica nosiła nazwę Schlossfreiheit (pol. Wola Zamkowa), a w l. 1945–1989 Czerwonej Armii.

## Historia
- 1625 – zaraza połączona z klęską głodu
- 1794 – królewski drukarz nadworny Georg Jakob Decker zakupił Drukarnię Pojezuicką mieszczącą się w dawnym klasztorze karmelitów bosych na Wzgórzu Świętego Wojciecha
- 1797 – włączenie przedmieścia Święty Marcin w granice miasta
- 23 października 1805 – przejazd cara Aleksandra I, podejmowanego w Poznaniu przez generała pruskiego von Zastrowa
- 1843–1847 – na rogu z obecną ul. Kościuszki (wówczas ul. Wałowa) wzniesiono budynek Królewskiej Intendentury V Korpusu Armijnego
- 1850 – między obecną ul. Kościuszki a al. Niepodległości ukończono budowę Bramy Berlińskiej. Przed bramą znajdowała się głęboka fosa, a nad nią drewniany most ze zwodzoną częścią przybramną. Most przegrodzony był żelaznymi kratami, które zabezpieczały go od strony przedpola. 1885 most drewniany zastąpiono żelaznym, w 1894 zniesiono most usypując wał ziemny w formie grobli. W pobliżu bramy usytuowany był parterowy (do 1901 r.) budynek urzędu akcyzowego i kontroli podatkowej pod numerem 37 (obecnie 69). Wraz z rozbiórką Bramy Berlińskiej w 1901 r. ulica przekształciła się ona w reprezentacyjną arterię komunikacyjną śródmieścia
- 1856 – zniwelowanie Góry Świętomarcińskiej, a właściwie stromej skarpy od strony wschodniej na której stał kościół. W trakcie robót ziemnych wykopano mnóstwo szkieletów, które złożono w pobliżu kościoła i zasypano ziemią. Pochodziły one z dawnego cmentarza istniejącego do 1793 r. Gdy w 1928 zakładano fundamenty pod nową plebanię natknięto się na te szczątki i wywieziono na nowy cmentarz na Górczynie
- 1893 – ulica stała się pierwszą w Poznaniu ulicą z nawierzchnią asfaltową
- Podczas powstania wielkopolskiego w Hotelu Royal przy ul. Święty Marcin 71 (dawny 38) mieściła się Komenda Główna Wojsk Powstańczych. Mieściły się tu także biura Straży Ludowej i Komisariatu Naczelnej Rady Ludowej. Tuż obok w niemieckim hotelu „Deutsches Haus” pod nr 75 (dawny 40) mieściła się Główna siedziba Komisariatu Naczelnej Rady Ludowej. W latach międzywojennych ulokował się tu Dom Akademicki „Bratniej Pomocy Studentów Uniwersytetu Poznańskiego”.
- 1901 – zburzono Bramę Berlińską i przedłużono ulicę w kierunku zachodnim.
- 1919 po usunięciu pomnika Ottona von Bismarcka postanowiono wznieść w tym miejscu pomnik Najświętszego Serca Pana Jezusa, jako wotum za odzyskaną niepodległość. Odsłonięcie monumentu, zwanego też pomnikiem Wdzięczności, odbyło się 30 października 1932 r. w obecności prymasa Augusta Hlonda. Autorem projektu był architekt Lucjan Michałowski, rzeźbę Chrystusa wykonał Marcin Rożek a płaskorzeźby Kazimiera Pajzderska. Pomnik został wysadzony w powietrze przez Niemców w październiku 1939 r.
- 3–10 maja 1925 w związku z Piątym Targiem Poznańskim (a pierwszym międzynarodowym) wzniesiono na skwerze u wylotu ulicy przy skrzyżowaniu z obecną ul. Kościuszki wielką wieżę reklamową w kształcie wieży Eiffla w Paryżu.
- 1927 – Władysław Raczkowski dokonał przebudowy stojącego u zbiegu ul. Święty Marcin i Podgórnej starego zegara meteorologicznego na świetlny reklamowy słup-kiosk. W latach międzywojennych wygląd ulicy nie uległ większym zmianom. W związku z wyjazdem do Rzeszy niemieckich i żydowskich kupców i restauratorów miejsca ich zajęli polscy następcy. Wysoka renomę utrzymywały hotele „Continental” (dawniej „Reichshof”, obecnie „Wielkopolski”) należący do hr. Stanisława Turno z Objezierza i „Britania” (dawny „Residenz”, obecnie „Lech”) Józefa Draheima. Spośród przedsiębiorstw pierwsze miejsce zajmowała Spółka Akcyjna „Drukarnia Polska w Poznaniu” pod numerem 70, powstała na miejscu Hofbuchdruckerei W. Decker G.m.b.H. W międzywojniu drukowano tu „Kuriera Poznańskiego”, „Orędownik Wielkopolski”, „Gazetę Bydgoską”, „Kresy Zachodnie”, „Wielkopolską Ilustrację” oraz „Samochód”
- 1931 w piwnicach kamienicy Tekli Kliszczyńskiej pod nr 28 (dawny 66/67) urządzono pierwszy w Poznaniu schron gazowy
- 4 marca 1945, po wiecu Związku Walki Młodych, który odbył się w Auli UAM, młodzież spontanicznie przemianowała nazwę ulicy na Walki Młodych, co nie spotkało się z przychylnością mieszkańców miasta. 8 sierpnia 1945 ukazał się w Głosie Wielkopolskim artykuł w obronie tradycyjnego miana. W odpowiedzi Zarząd Wojewódzki ZWM, uznał racje krytyków i zaproponował przeniesienie nazwy Walki Młodych na pobliską ul. Podgórną, do czego ostatecznie doszło[6]
- Podczas II wojny światowej zabudowa ulicy doznała wielkich zniszczeń. Szczególnie uparcie broniona była bryła zamku, a także budynek dawnej Intendentury Królewskiej oraz dawnego Ziemstwa Kredytowego. Po zakończeniu walk w lutym 1945 otwarto pierwszy po wojnie hotel w Poznaniu, Hotel Royal. Po 1945 w zamierzeniu architektów i urbanistów ulica miała otrzymać nowoczesny wygląd. W październiku 1965 ruszyły prace przy wznoszeniu wieżowców Centrum między ulicami Kantaka i Ratajczaka. Na początku lat 70. stanęło w tym miejscu pięć wysokich biurowców z dwukondygnacyjnym łącznikiem mieszczącym placówki handlowe i banki według projektu Jerzego Liśniewicza.
- 1960 – na placu im. Adama Mickiewicza umieszczony i odsłonięty został pomnik Adama Mickiewicza
- 28 czerwca 1981 – odsłonięto pomnik Poznańskiego Czerwca 1956 r. autorstwa Adama Graczyka. Pomnik stanął obok monumentu Adama Mickiewicza (według projektu Bazylego Wojtowicza) na miejscu pomnika Wdzięczności
- wrzesień 2017 – rozpoczęcie przebudowy ul. Święty Marcin między ul. Gwarną a ul. Ratajczaka, w ramach Projektu Centrum[7]
- 7 marca 2019 – otwarcie ul. Święty Marcin na wspomnianym odcinku dla pieszych[8]
- 11 marca 2019 – otwarcie ul. Święty Marcin na wspomnianym odcinku dla samochodów, wprowadzono na tym fragmencie ulicy strefę zamieszkania[8]
- 15 listopada 2021 – rozpoczęcie przebudowy ulicy na odcinku od skrzyżowania z ulicą Gwarną do Mostu Uniwersyteckiego i wyłączenie z ruchu liniowego torowiska tramwajowego[9]

## Obiekty
Ulica nabrała swojego znaczenia w okresie Twierdzy Poznań, gdyż prowadziła ona ku Bramie Berlińskiej. Wówczas powstał środkowy odcinek ulicy między kościołem a ul. Gwarną. Na początku XX wieku, gdy zniesiono poligonalne umocnienia rdzenia twierdzy ulicę przedłużono na zachód zabudowując nowe tereny reprezentacyjnymi budynkami Dzielnicy Cesarskiej. W środkowym odcinku ulicy w latach 1965–1972 zniszczoną podczas walk w 1945 pierzeję północną zastąpił kompleks budynków „Alfy”.
Z tych przyczyn przy ul. Święty Marcin znalazło się wiele interesujących obiektów.
- Drukarnia i Księgarnia św. Wojciecha – początki łączą się z powstaniem „Przewodnika Katolickiego” w 1895 r. z inicjatywy arcybiskupa Floriana Stablewskiego, który drukowany był w Drukarni Towarzystwa Akcyjnego „Kurier Poznański” w oficynie kamienicy Krysiewiczów przy ul. Święty Marcin 16/17,
- kościół św. Marcina – gotycki kościół, przy którym znajduje się cokół najstarszego w Polsce pomnika Adama Mickiewicza z 1859 roku,
- Galeria MM
- kompleks wieżowców Alfa
- Zamek Cesarski (z Muzeum Powstania Poznańskiego – Czerwiec 1956), a naprzeciwko neoromańskie budynki poczty i Ziemstwa Kredytowego,
- Aula Uniwersytetu im. Adama Mickiewicza i Collegium Iuridicum,
- Collegium Martineum – dawniejsze Collegium Historicum w gmachu byłego Komitetu Wojewódzkiego Polskiej Zjednoczonej Partii Robotniczej, w którym obecnie mieści się m.in. Centrum Szyfrów Enigma.
- Aula Nova i pomnik Ignacego Jana Paderewskiego,
- Akademia Muzyczna – pierwotnie „Ewangelicki Dom Towarzystw” (Evangelisches Vereinshaus) stanowił największą inwestycję poznańskiej gminy ewangelickiej. Twórcą otworzonego 18 czerwca 1909 budynku był Johannes z Charlottenburga. Ulokowano tu przytułek dla przyjezdnych, sklepy i filię Ostbanku. W sali Domu Ewangelickiego odbywały się muzyczne Matinee urządzane przez uczniów Konserwatorium Herniga, z którego dochód przeznaczano na ubogich miasta,
- rzeźba Obszar obrazów efemerycznych autorstwa prof. Jana Berdyszaka.
- Kamienice
  - nr 11 (dawny 6), wzniesiona w l. 1859–1860 dla dra Teofila Mateckiego i architekta Stanisława Hebanowskiego. 1880 właścicielem i mieszkańcem został okulista Bolesław Wicherkiewicz, który otworzył tu klinikę okulistyczną.
  - nr 9/10 – narożnik ul. Piekary, nie istnieje, uszkodzona i rozebrana 1945, obecnie parking. Wzniesiona 1859 przez Mariana Cybulskiego, rok później właścicielem został syn Adam. Otworzył on tu renomowaną księgarnię oraz skład i wypożyczalnię nut. Na pocz. XX wieku mieścił się tu na II piętrze pensjonat Heleny Rzepeckiej, czynne tam było także biuro Czytelni dla Kobiet, spółka „Rabat Hermes” i kancelaria adwokacka Adama Wolińskiego. 1910 właścicielem został Ksawery Przyjemski dokonując gruntownej przebudowy. Od 1911 na parterze Stanisław Pełczyński prowadził tu „Dom Gramofonowy, sklep instrumentów muzycznych i wypożyczalnia instrumentów.
  - nr 23 (dawny 13) – w 1893 otwarto tu „Wyższą szkołę gry na fortepianie, skrzypcach i wiolonczeli” Edwina Jahnke. 1902 szkołę przeniesiono do kamienicy nr 62 (dawny 36)

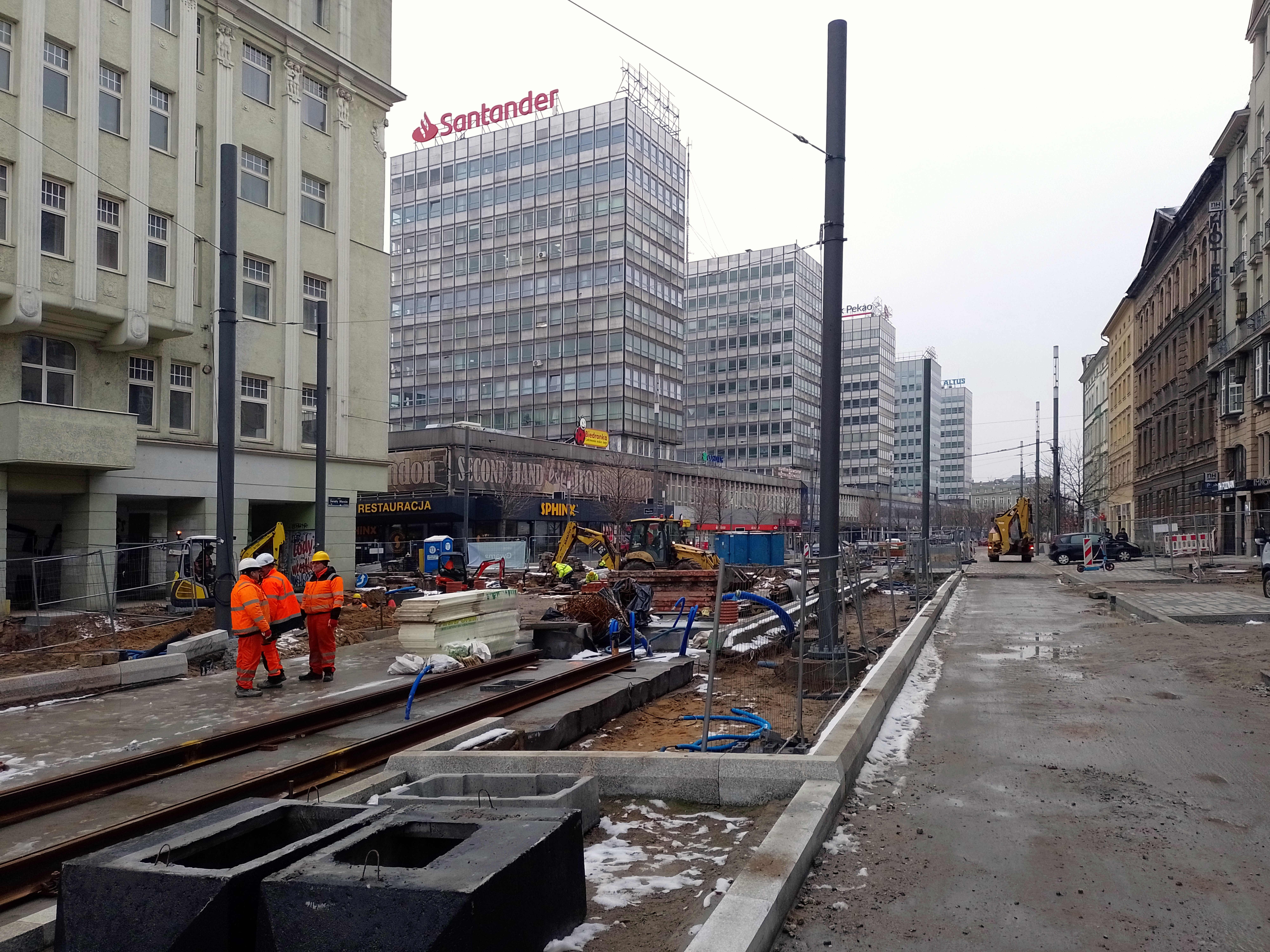
Przebudowa ulicy (2023)

  - Przebudowa ulicy (2023)nr 26 (dawniej 68) – w latach 1893–1909 w oficynie „wyższa szkoła żeńska” Anny i Anastazji Danysz. Od 1910 „Resursa” Towarzystwa Młodzieży Kupieckiej w Poznaniu. Mieściła się tu sala posiedzeń, czytelnia, restauracja i kawiarnia.
  - nr 31 (dawny 18) – zbud. 1872–1873 dla lekarza Józefa Koszutskiego. 1897 w narożnikowych lokalach otworzona została apteka „Św. Marcińska” wojskowego aptekarza Juliusa Beckera z Gdańska. 1902 kamienicę kupił od Izaaka Grünbauma lekarz-dentysta Antoni Perliński.
  - nr 32 (dawny 64) – od 1905 na drugim piętrze otwarto Szkołę Handlową Teofila Preissa kształcącą polską kadrę pracowników biurowych. Do 1907 w podwórzu mieścił się salon samochodowy Stanisława Brzeskiego. Stąd pochodziły trzy pierwsze lakierowane na czerwono taksówki, zwane wtedy dorożkami samochodowymi.
  - nr 33 (dawny 19), zbud. 1874–1875 dla piekarza Friedricha Knipfera. W 1909 nowy właściciel, Bronisław Śniegocki, dokonał wewnętrznej modernizacji. Mieścił się tu magazyn zegarków i brylantowej biżuterii, także „Dom towarów sportowych i zabawek”, od 1912 kawiarnia i restauracja oraz atelier fotograficzne „Elite”.
  - nr 65 (dawny 35, dziś filia Biblioteki Raczyńskich) – zbud. w 1876–1878 pierwsza w Poznaniu, duża i nowoczesna Miejska Szkoła Elementarna dla Chłopców nr 4. W dniu 9 kwietnia 1888 budynek zwiedziła cesarzowa Wiktoria, żona Fryderyka III. W 1919 przejęta została przez polskie władze oświatowe, które nadały jej nazwę szkoły „Św. Marcińskiej” oraz numer „VI”.
  - Nr 67 (dawniej 36, do 2005 Hotel Wielkopolska, obecnie Hotel NH Poznań ****) – otwarty w 1910 pod nazwą „Reichshof”, powstał w miejscu dwupiętrowego „Altes Deutsches Haus”.
  - Nr 69 (dawniej 37) – secesyjna kamienica według projektu Oskara Hoffmanna, należąca do Georga Wagnera, wydawcy gazety „Posener Neueste Nachrichten” wzniesiona w 1902 na miejscu rozebranego rok wcześniej parterowego domku urzędu akcyzowego.
  - Nr 71 (dawniej 38, Hotel Royal ***) – pod koniec XIX wieku w miejscu dzisiejszego hotelu stała destylarnia Jana Świtalskiego. Na przełomie 1918 i 1919 budynek stanowił siedzibę dowództwa głównego powstania wielkopolskiego. W 1978 na fasadzie kamienicy została odsłonięta tablica upamiętniająca to wydarzenie. Hotel Royal był pierwszym otwartym po II wojnie światowej hotelem w Poznaniu.
  - Nr 74 (dawniej 44, obecnie Hotel Lech **, dawniej Hotel Residenz).
  - nr 75 (dawny 40) – do 1897 biura Dyrekcji Poznańsko-Toruńskiej Kolei Żelaznej, potem hotel „Monopol”. W 1902 odbyła się tu „Pierwsza Międzynarodowa Wystawa Kotów”. Po 1908 urządzono tu nowy hotel „Deutsches Haus”.

## Dzień świętego Marcina
W Dniu Świętego Marcina – 11 listopada – na ulicy odbywa się festyn pod nazwą „Imieniny ulicy”. W swojej obecnej formie istnieje od 1994 roku, jednak tradycją nawiązuje do średniowiecznych obchodów tego święta. W tym dniu ulicą odbywa się pochód na czele ze świętym Marcinem, który przed zamkiem z rąk prezydenta miasta odbiera klucze.

## Galeria

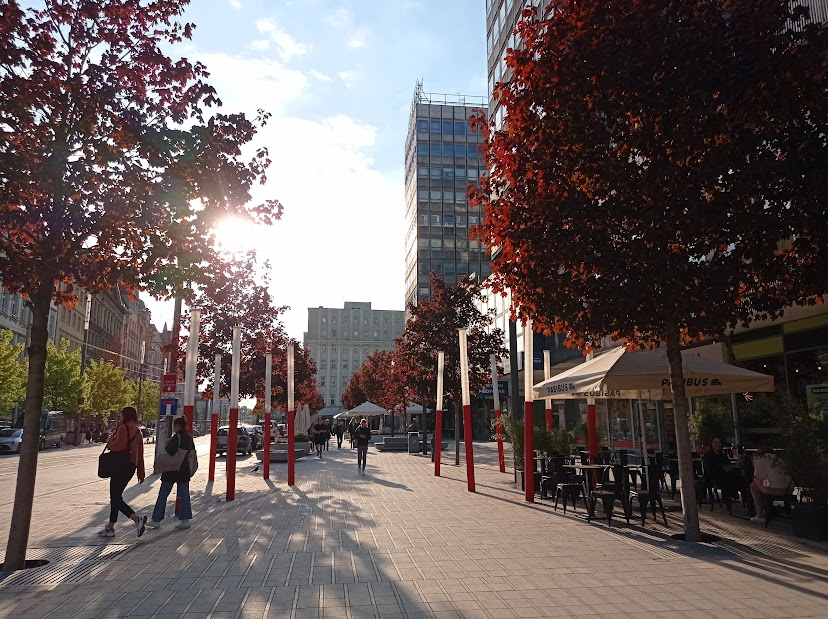
Ulica Święty Marcin 2023, po renowacji
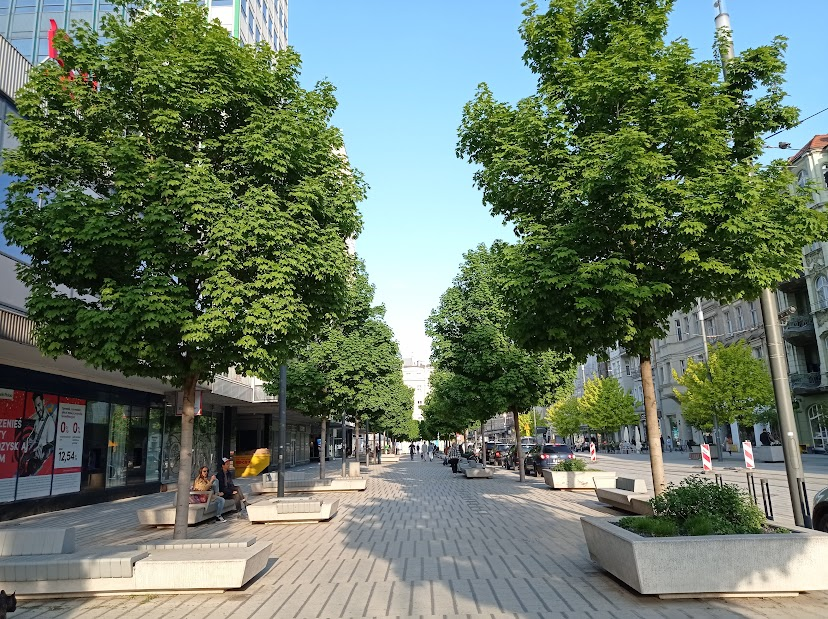
Ul. Święty Marcin 2023
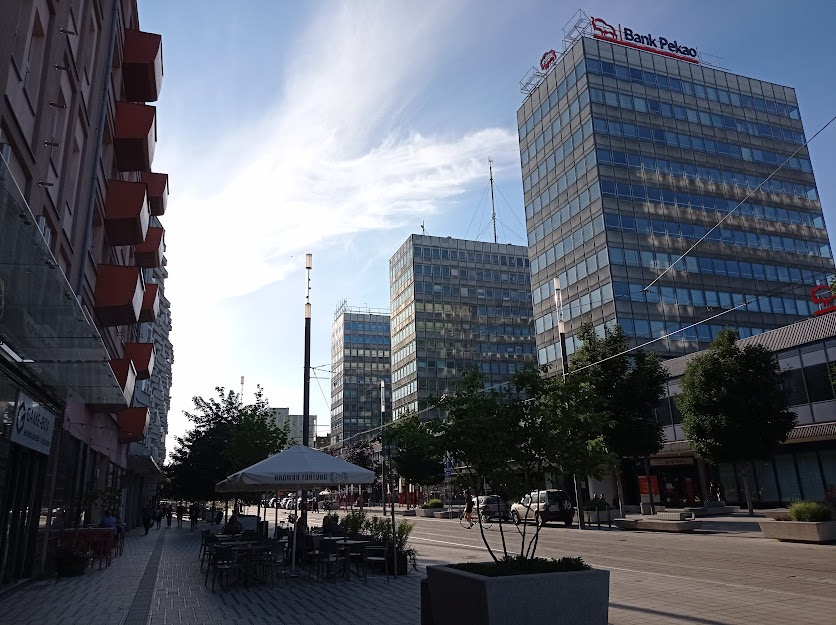
Ul. Święty Marcin 2022 rok